# Związek Święcony
Związek Święcony (Nexus Sacer) – konfederacja wojsk koronnych powołana 30 czerwca  1661 roku w miejscowości Szczerzec pod Lwowem i działająca do lipca 1663 roku. W późniejszym okresie pod wpływem politycznym hetmana polnego koronnego Jerzego Lubomirskiego, który pod koniec 1661 roku wykorzystał ją do walki przeciwko królowi Janowi Kazimierzowi i proponowanym przez niego reformom (wysokie podatki na niepłatne wojsko i reforma zasad elekcji króla).
Przyczyną skonfederowania się wojsk były ogromne zaległości skarbu w wypłacie żołdu po potopie szwedzkim i zwycięstwie pod Cudnowem podczas wojny z Rosją. Bezpośrednio po udanej kampanii na Ukrainie w 1660 r. zakończonej ugodą cudnowską, wojsko postanowiło dochodzić zaległości. Konfederaci oszacowali je początkowo na ok. 80 mln zł, później oceniono je na 24 mln zł, następnie 20 mln i 8 mln zł (przy dochodach państwa w okresie dwóch lat w wysokości około 7 mln zł). Dodatkowe niezadowolenie wywoływały próby wypłaty żołdu niepełnowartościowymi boratynkami, a później również tynfami.
Marszałkiem konfederacji został Jan Samuel Świderski. W trzecim kwartale 1661 roku w jej skład konfederacji wchodziło 5 chorągwi husarskich, 124 chorągwie kozackie, 21 tatarskich, 9 wołoskich, 5 jednostek rajtarii, 5 jednostek dragonii – razem około 18 200 żołnierzy (w większości jazdy). Związek Święcony działał w porozumieniu ze skonfederowanym w Związku Braterskim wojskiem litewskim. Łącznie w obu konfederacjach brało udział ok. 32 000 żołnierzy, czyli 2/3 wojsk Rzeczypospolitej.
Związek ulegał wpływom antyfrancuskich przeciwników reform stronnictwa królewskiego, które chciało przeforsować ograniczenie liberum veto i dokonać elekcji vivente rege (za życia Jana Kazimierza). Duże wpływy miał w niezadowolonym wojsku główny opozycjonista marszałek wielki koronny i hetman polny koronny Jerzy Sebastian Lubomirski. Konfederacja przekształciła się w ruch polityczny w obronie praw i swobód szlacheckich (złotej wolności), czego wyrazem były instrukcje dla swoich posłów wydane przez konfederatów na kole w Kielcach w dniu 6 lutego 1662 r. Oprócz nastawienia antydworskiego dochodziły w niej do głosu nastroje antymagnackie, czego przejawem były żądania zniesienia dożywotności urzędów hetmańskich i kanclerskich. Stronnictwu królewskiemu udało się zawiązać słabą kontrkonfederację wojskową pod nazwą Związek Pobożny. Przystąpili do niej prawie wyłącznie żołnierze służący w dywizji Stefana Czarnieckiego.
Na sejmie w 1662 r. stronnictwo dworskie pod naciskiem opozycji wspieranej przez skonfederowane wojsko poniosło polityczną porażkę i musiało praktycznie zrezygnować z prób reform, a specjalną uchwałą sejm uznał za wroga ojczyzny każdego, kto by forsował elekcję vivente rege. Pozostałe, finansowe i antymagnackie postulaty konfederacji, nie uzyskały wyraźnego poparcia szlachty i Związek, którego istnieniem Lubomirski i jego zwolennicy, po chwilowym osiągnięciu swych celów, przestali się interesować, stopniowo uległ likwidacji, szczególnie po zabójstwie hetmana Gosiewskiego. Ostatecznie żołnierzom wypłacono 9 300 000 zł żołdu w ratach i 22 lipca 1663 roku we Lwowie nastąpił akt pojednania z królem i Świderski oficjalnie przekazał oddziały królewskim hetmanom.
Kilka lat później Jerzy Lubomirski ponownie wykorzystał niezadowolenie ciągle nieopłacanego wojska podczas rokoszu Lubomirskiego (1665).